# Kang Chang-gi
Dans ce nom coréen, le nom de famille, Kang, précède le nom personnel.
Kang Chang-gi (coréen : 강창기), né le 28 août 1928 en Corée et mort le 5 janvier 2007 à Séoul en Corée du Sud, est un footballeur international sud-coréen, qui évoluait au poste de milieu de terrain.

## Biographie

### Carrière en sélection
Avec l'équipe de Corée du Sud, il figure dans le groupe des sélectionnés lors de la Coupe du monde de 1954. Lors du mondial organisé en Suisse, Kang joue deux matchs : contre la Hongrie puis contre la Turquie.